# Eryk XI Eriksson
Eryk XI, szw. Erik XI Eriksson (ur. 1216, zm. 2 lutego 1250) – król Szwecji 1222–1229 oraz 1234–1250 pochodzący z dynastii Erykidów, znany pod przydomkiem Sepleniący i Chromy (szw. läspe och halte).
Urodzony jako pogrobowiec w 1216 był jedynym synem króla szwedzkiego Eryka X Knutssona i jego drugiej żony księżniczki duńskiej Rychezy (zm. 1220), córki króla Danii Waldemara I Wielkiego.
Czasy, w jakich było dane żyć Erykowi XI, to w historii Szwecji okres bratobójczych walk o koronę królewską, które od około 1130 trwały przez kilkadziesiąt lat pomiędzy dwoma rodami: Swerkerydów – potomków króla Swerkera I oraz Erykidów – potomków króla Eryka IX.
Po śmierci Eryka X Knutssona mimo sprzeciwu papieża na tron szwedzki wstąpił Jan I z rodu Swerkerydów. Jednak w marcu 1222, gdy Eryk miał 6 lat, król Jan I niespodziewanie zmarł. Przeciwnicy tej dynastii, wykorzystując zamęt, jaki nastąpił w wyniku niespodziewanej śmierci Jana I, obwołali królem Szwecji małoletniego Eryka XI. Nowy król był zbyt młody, by samodzielnie sprawować rządy, dlatego w jego imieniu rządzili krewni króla, w tym Knut Holmgersson zwany Długim, prawnuk Eryka IX. Po kilku latach Knut jawnie wystąpił przeciwko Erykowi XI i w bitwie pod Olustrą (1229) pokonał zwolenników króla, po czym doprowadził do wygnania Eryka XI. Pozbywszy się małoletniego króla, sam przyjął tytuł królewski i panował jako Knut II.
Czas wygnania Eryk spędził w Danii, gdzie udało mu się zebrać zwolenników i przy pomocy Duńczyków, zawsze skorych do osłabienia szwedzkiego sąsiada, toczył kilkuletnie walki z Knutem Długim. Wreszcie w 1234, w jednej z wielu stoczonych wówczas bitew Knut zginął, a Eryk triumfalnie powtórnie objął tron królewski. Ceną, jaką Eryk zapłacił za ponowne objęcie rządów, było poważne ograniczenie władzy królewskiej na rzecz Kościoła i możnych, którzy poparli go w walce z uzurpatorem. W czasie swego drugiego królowania Eryk popadł w całkowitą zależność od swego szwagra jarla Birgera z rodu Folkungów, od 1236 żonatego z królewską siostrą Ingeborgą. Odtąd polityka kraju była całkowicie podporządkowana poczynaniom jarla Birgera, który chcąc wzmocnić swą władzę zawarł sojusz z Kościołem, konsekwentnie popierającym, od czasu koronacji ojca Eryka XI, władców tego rodu. Jednym z dobrze udokumentowanych epizodów ostatnich lat panowania Eryka XI była wyprawa Szwedów pod wodzą jarla Birgera w 1240 na bogate ziemie kupieckiej republiki Nowogrodzkiej, gdzie Szwedzi ponieśli klęskę z wojskami ruskimi dowodzonymi przez Aleksandra Newskiego.
Eryk XI był żonaty z Katarzyną, córką możnego Sune Folkessona, którego żona Helena pochodziła z rodu Swerkerydów (córka króla Swerkera II). Ślub miał miejsce w 1243 lub 1244, para nie doczekała się potomstwa. Król Eryk zmarł w 1250, a jego żona, która owdowiawszy przyjęła habit mniszki, zmarła dwa lata później. Po śmierci króla, ostatniego z dynastii Erykidów, pełnię nieograniczonej władzy przejął jarl Birger, który doprowadził do koronacji syna Waldemara Birgerssona, tym samym osadzając na tronie własną dynastię, która panowała w Szwecji do 1363 roku.
Siostra Eryka, Marianna, była pierwszą żoną księcia Barnima I, jednego z najwybitniejszych przedstawicieli zachodniopomorskiej dynastii Gryfitów.